# In film nist
In film nist (lett. "Questo non è un film") è un film documentario iraniano diretto da Jafar Panahi e Mojtaba Mirtahmasb. È stato realizzato il 28 Settembre 2011 in Francia e distribuito da Kanibal Films Distribution.

## Trama
Panahi è agli arresti domiciliari, in attesa del risultato del suo appello per una pena detentiva di sei anni e il divieto ventennale di girare film, di lasciare il paese o dare interviste con i media per "propaganda contro il regime". Annoiato e disperato che questo verdetto possa significare la sua morte artistica, decide di documentare la sua vita. Egli stesso inizia le riprese nel suo appartamento, quindi chiama il suo amico e collaboratore, Mirtahmasb, che arriva presso l'appartamento e prende la fotocamera. Vietandogli la realizzazione di un film e determinato a salvare almeno alcune delle sue visioni artistiche, Panahi legge un po' della trama del film che stava progettando di fare. Dopo aver sentito i fuochi d'artificio che segnano l'antica festa iraniana dello Chaharshanbe Suri che precede il Capodanno persiano, Nawrūz, e altri rumori sospetti simili a colpi di pistola, si spaventa e ferma rapidamente questo progetto. Accende la TV per ascoltare le notizie. Dopo un servizio sul tsunami in Giappone viene annunciato che il presidente iraniano ha vietato i fuochi d'artificio e i falò che hanno usato per festeggiare il Chaharshanbe Suri.
Dopo che il signor Mirtamasb è andato via, Panahi prende la telecamera del suo amico e inizia a chiacchierare con il ragazzo che raccoglie i rifiuti in condominio da quando uno dei suoi parenti. Panahi gli fa domande sulla sua vita: la conversazione si svolge nello scenario di un ascensore, mentre il ragazzo scende da un piano all'altro e a ogni piano si ferma per fare il suo lavoro. Il ragazzo mette poi il cestino in mezzo alla strada, mentre i festaioli gettano benzina sul fuoco. Mentre Panahi gira il video dalla rampa che conduce al garage sotterraneo dell'edificio, il ragazzo salta sul fuoco prendendo parte alla celebrazione.

## Distribuzione
Il film è stato contrabbandato dall'Iran a Cannes in un flash drive e nascosto all'interno di una torta di compleanno. È stato appositamente proiettato al Festival di Cannes 2011 e poi al New York Film Festival, e altri. Esso ha inoltre partecipato al Concorso Internazionale del 27º Festival internazionale del cinema di Varsavia.

## Accoglienza
Le recensioni del sito web di aggregazione Rotten Tomatoes dà un punteggio del 99% sulla base delle recensioni di 88 critici, con una valutazione media di 8,9 / 10, e il consenso del sito è: "Attraverso mezzi semplici e riprese, This is Not a Film presenta una dichiarazione politica vitale e un'istantanea della vita in Iran come nemico dello stato." Metacritic lo ha valutato 90/100 in base a 27 valutazioni.
Sight & Sound magazine di cinema lo ha posto all'ottavo posto tra i migliori film del 2012. This Is Not A Film è uno dei 10 film del 2012, il critico Ann Hornaday del The Washington Post scrive: "usa una messa in scena brechtiano, linee sfocate tra documentario e fiction, e un iPhone per esplorare la nozione di confini fisici e politici, i contorni estetici e tecnologici del cinema, e il potere duraturo di auto-espressione." Il critico A. O. Scott del The New York Times ha valutato This Is Not a Film il quarto miglior documentario del 2012. Ha definito il film un "video-diario coraggioso e spiritoso, un saggio sulla lotta tra la tirannia politica e l'immaginazione creativa." Peter Debruge del Variety ha definito il film "un coraggioso atto di protesta non violenta." Deborah Young del The Hollywood Reporter scrive "un documentario inusuale" che trova una soluzione creativa al divieto di Panahi di filmare. Jacques Mandelbaum di Le Monde scrive che il film mostra il coraggio e la dignita di Panahi. Nel dicembre 2012, è stato eletto l'Oscar al miglior documentario ai Premi Oscar 2013.